# منتخب إيطاليا تحت 19 سنة لكرة القدم للسيدات
منتخب إيطاليا تحت 19 سنة لكرة القدم للسيدات (بالإيطالية: Nazionale Under-19 di calcio femminile dell'Italia)‏ هو ممثل إيطاليا الرسمي في المنافسات الدولية في كرة القدم في فئة كرة قدم تحت 19 سنة للسيدات .